# Pimelodella conquetaensis
Pimelodella conquetaensis är en fiskart som beskrevs av Ahl 1925. Pimelodella conquetaensis ingår i släktet Pimelodella och familjen Heptapteridae. Inga underarter finns listade i Catalogue of Life.